# Campionato nordamericano maschile under 21 di pallavolo 2006
Il Campionato nordamericano maschile under 21 di pallavolo 2006 si è svolto dall'8 al 13 agosto a Monterrey, in Messico: al torneo hanno partecipato otto squadre nazionali Under-21 nordamericane e la vittoria finale è andata per la terza volta, la seconda consecutiva, a Cuba.

## Impianti
|                                                   |  |  |
|                                                   |  |  |
| ? Città: Monterrey Capienza: - Anno d'apertura: - |  |  |

## Regolamento

### Formula
Le squadre hanno disputato una prima fase a gironi con formula del girone all'italiana; al termine della prima fase:
- Le prime due classificate di ogni girone hanno acceduto alla fase finale per il primo posto, strutturata in quarti di finale, a cui hanno partecipato solo le seconde e le terze classificate, semifinali, finale per il terzo posto e finale.
- Le due eliminate ai quarti di finale hanno acceduto alla finale per il quinto posto.
- La formazione sconfitta alla finale per il quinto posto e la quarta classificata alla fase a gironi hanno acceduto alla finale per il sesto posto.

### Criteri di classifica
In caso di vittoria è prevista l'assegnazione di 2 punti, mentre in caso di sconfitta è prevista l'assegnazione di 1 punto.
L'ordine del posizionamento in classifica è stato definito in base a:
- Punti;
- Ratio dei punti realizzati/subiti;
- Ratio dei set vinti/persi;
- Risultati degli scontri diretti.

## Squadre partecipanti
| Squadra         | Qualificazione      | Ultima partecipazione |
| --------------- | ------------------- | --------------------- |
| Canada          | Paese organizzatore | Canada 2004           |
| Cuba            | -                   | Canada 2004           |
| Guatemala       | -                   | ?                     |
| Messico         | -                   | Canada 2004           |
| Porto Rico      | -                   | Canada 2004           |
| Rep. Dominicana | -                   | ?                     |
| Stati Uniti     | -                   | Canada 2004           |

## Torneo

### Fase a gironi
| Girone A        | Girone B   |
| --------------- | ---------- |
| Guatemala       | Canada     |
| Messico         | Cuba       |
| Rep. Dominicana | Porto Rico |
| Stati Uniti     |            |

#### Girone A

##### Risultati
| 8 agosto 2006 ?, Monterrey Durata: 1h:10 - Spettatori: 500    | Stati Uniti     | 3 - 0 | Rep. Dominicana | 25-16, 25-18, 25-18        |
| 8 agosto 2006 ?, Monterrey Durata: 1h:14 - Spettatori: 1325   | Messico         | 3 - 0 | Guatemala       | 25-17, 27-25, 25-17        |
| 9 agosto 2006 ?, Monterrey Durata: 1h:06 - Spettatori: 350    | Stati Uniti     | 3 - 0 | Guatemala       | 25-18, 25-17, 25-13        |
| 9 agosto 2006 ?, Monterrey Durata: 1h:16 - Spettatori: 700    | Rep. Dominicana | 0 - 3 | Messico         | 16-25, 22-25, 18-25        |
| 10 agosto 2006 ?, Monterrey Durata: 1h:38 - Spettatori: 200   | Guatemala       | 1 - 3 | Rep. Dominicana | 25-16, 17-25, 23-25, 20-25 |
| 10 agosto 2006 ?, Monterrey Durata: 1h:06 - Spettatori: 2 325 | Messico         | 0 - 3 | Stati Uniti     | 22-25, 19-25, 18-25        |

##### Classifica
| Pos | Squadra         | Pt | G | V | P | SV | SP | Ratio | PF | PS | Ratio |
| --- | --------------- | -- | - | - | - | -- | -- | ----- | -- | -- | ----- |
| 1   | Stati Uniti     | 6  | 3 | 3 | 0 |    |    |       |    |    |       |
| 2   | Messico         | 5  | 3 | 2 | 1 |    |    |       |    |    |       |
| 3   | Rep. Dominicana | 4  | 3 | 1 | 2 |    |    |       |    |    |       |
| 4   | Guatemala       | 3  | 3 | 0 | 3 |    |    |       |    |    |       |

#### Girone B

##### Risultati
| 8 agosto 2006 ?, Monterrey Durata: 1h:20 - Spettatori: 125    | Cuba       | 3 - 0 | Canada     | 27-25, 25-17, 25-17        |
| 9 agosto 2006 ?, Monterrey Durata: 1h:45 - Spettatori: 400    | Porto Rico | 1 - 3 | Canada     | 24-26, 31-29, 16-25, 15-25 |
| 10 agosto 2006 ?, Monterrey Durata: 1h:09 - Spettatori: 1 025 | Cuba       | 3 - 0 | Porto Rico | 25-18, 25-19, 25-17        |

##### Classifica
| Pos | Squadra    | Pt | G | V | P | SV | SP | Ratio | PF | PS | Ratio |
| --- | ---------- | -- | - | - | - | -- | -- | ----- | -- | -- | ----- |
| 1   | Cuba       | 4  | 2 | 2 | 0 |    |    |       |    |    |       |
| 2   | Canada     | 3  | 2 | 1 | 1 |    |    |       |    |    |       |
| 3   | Porto Rico | 2  | 2 | 0 | 2 |    |    |       |    |    |       |

### Fase finale

#### Finali 1º e 3º posto
|  | Quarti          | Quarti     |             |            | Semifinali         | Semifinali         |  |  | Finale 1º/2º posto | Finale 1º/2º posto |
|  |                 |            |             |            |                    |                    |  |  |                    |                    |
|  |                 |            |             |            |                    |                    |  |  |                    |                    |
|  |                 |            |             |            |                    |                    |  |  |                    |                    |
|  | -               | -          |             |            |                    |                    |  |  |                    |                    |
|  | -               | -          |             |            |                    |                    |  |  |                    |                    |
|  | -               | -          |             |            |                    |                    |  |  |                    |                    |
|  | -               | -          | Stati Uniti | 3          |                    |                    |  |  |                    |                    |
|  |                 |            | Stati Uniti | 3          |                    |                    |  |  |                    |                    |
|  |                 | Canada     | 0           |            |                    |                    |  |  |                    |                    |
|  | Canada          | Canada     | 0           | 3          |                    |                    |  |  |                    |                    |
|  | Canada          |            |             | 3          |                    |                    |  |  |                    |                    |
|  | Rep. Dominicana | 0          |             |            |                    |                    |  |  |                    |                    |
|  | Rep. Dominicana | 0          | Stati Uniti | 0          |                    |                    |  |  |                    |                    |
|  |                 |            | Stati Uniti | 0          |                    |                    |  |  |                    |                    |
|  |                 | Cuba       | 3           |            |                    |                    |  |  |                    |                    |
|  | -               | Cuba       | 3           | -          |                    |                    |  |  |                    |                    |
|  | -               |            |             | -          |                    |                    |  |  |                    |                    |
|  | -               | -          |             |            |                    |                    |  |  |                    |                    |
|  | -               | -          | Cuba        | 3          | Finale 3º/4º posto | Finale 3º/4º posto |  |  |                    |                    |
|  |                 |            | Cuba        | 3          | Finale 3º/4º posto | Finale 3º/4º posto |  |  |                    |                    |
|  |                 | Porto Rico | 0           |            |                    |                    |  |  |                    |                    |
|  | Messico         | Porto Rico | 0           | 0          | Canada             | 3                  |  |  |                    |                    |
|  | Messico         |            |             | 0          | Canada             | 3                  |  |  |                    |                    |
|  | Porto Rico      | 3          |             | Porto Rico | 1                  |                    |  |  |                    |                    |
|  | Porto Rico      | 3          |             |            | 1                  |                    |  |  |                    |                    |
|  |                 |            |             |            |                    |                    |  |  |                    |                    |
|  |                 |            |             |            |                    |                    |  |  |                    |                    |

##### Quarti di finale
| 11 agosto 2006 ?, Monterrey Durata: 1h:16 - Spettatori: 350   | Canada  | 3 - 0 | Rep. Dominicana | 25-14, 25-15, 25-17 |
| 11 agosto 2006 ?, Monterrey Durata: 1h:23 - Spettatori: 2 375 | Messico | 0 - 3 | Porto Rico      | 22-25, 16-25, 21-25 |

##### Finale 5º posto
| 12 agosto 2006 ?, Monterrey Durata: 1h:09 - Spettatori: 800 | Rep. Dominicana | 0 - 3 | Messico | 16-25, 19-25, 12-25 |

##### Semifinali
| 12 agosto 2006 ?, Monterrey Durata: 1h:15 - Spettatori: 875 | Stati Uniti | 3 - 0 | Canada     | 25-20, 25-16, 25-23 |
| 12 agosto 2006 ?, Monterrey Durata: 1h:17 - Spettatori: 750 | Cuba        | 3 - 0 | Porto Rico | 25-17, 26-24, 25-20 |

##### Finale 6º posto
| 13 agosto 2006 ?, Monterrey Durata: 1h:09 - Spettatori: 125 | Rep. Dominicana | 0 - 3 | Guatemala | 21-25, 15-25, 20-25 |

##### Finale 3º posto
| 13 agosto 2006 ?, Monterrey Durata: 1h:48 - Spettatori: 1 340 | Canada | 3 - 1 | Porto Rico | 25-15, 25-21, 22-25, 25-11 |

##### Finale
| 13 agosto 2006 ?, Monterrey Durata: 1h:07 - Spettatori: 2 730 | Stati Uniti | 0 - 3 | Cuba | 16-25, 20-25, 17-25 |

## Classifica finale
| Pos     | Squadra         |
| ------- | --------------- |
| Oro     | Cuba            |
| Argento | Stati Uniti     |
| Bronzo  | Canada          |
| 4.      | Porto Rico      |
| 5.      | Messico         |
| 6.      | Guatemala       |
| 7.      | Rep. Dominicana |

|  |  |  | Qualificate al campionato mondiale 2007 |

## Premi individuali
| Premio                | Nome                 | Squadra     |
| --------------------- | -------------------- | ----------- |
| Miglior realizzatore  | Emmanuel André-Morin | Canada      |
| Miglior attaccante    | Rolando Jurquin      | Cuba        |
| Miglior muro          | Maxwell Holt         | Stati Uniti |
| Miglior servizio      | Yadier Sánchez       | Cuba        |
| Miglior palleggiatore | Raydel Hierrezuelo   | Cuba        |
| Miglior ricevitore    | Keibel Gutiérrez     | Cuba        |
| Miglior difesa        | Dennis Del Valle     | Porto Rico  |
| Miglior libero        | Keibel Gutiérrez     | Cuba        |